# 邵荣芬
邵荣芬（1922年12月29日—2015年7月26日），字欣伯，安徽寿县人，中华人民共和国语言学家，中国社会科学院语言研究所研究员，中国社会科学院荣誉学部委员。

## 生平
1937年，于合肥农林职业学校开始初中学业。1938年转入六安市流波疃安徽第一临时中学，后因抗日战争，随校撤退辗转至湘西，进入国立第八中学学习。1940年，前往永绥县（今花垣县）继续在该校高中部完成高中学业。1944年，考入浙江大学中文系。1948年毕业后进入浙江大学中国文学研究所读汉语音韵专业研究生，1950年毕业。进入中国科学院（现为中国社会科学院）语言研究所工作。先后任助理研究员、副研究员、研究员。20世纪60年代，语言所成立了汉语史研究组，邵荣芬的研究工作正式转到音韵学方面。1977年汉语史研究组细分后，邵荣芬成为是古代汉语研究室成员之一。1980年，邵荣芬成为中国音韵学会副会长，1987年，晋升为会长。2006年被评为中国社会科学院荣誉学部委员。

## 出版物
编撰了数十篇(本)学术论文和著作：
编著：《汉语语音史讲话》、《中原雅音研究》、《切韵研究》、《经典释文音系》、《法伟堂经典释文校记遗稿》、《集韵音系简论》、《邵荣芬音韵学论集》、《邵荣芬语言学论文集》、《中国大百科全书·语言文字卷》（音韵学副主编）、《陆志韦集》（编辑）等。
论文：《统一民族语的形成过程──兼谈方言拼音文字》、《明末兵科抄出档案中的简化字》、《释〈集韵〉的重出小韵》、《〈中原音韵〉音系的几个问题 》、《〈经典释文〉的重音音切》等。